# Anoplodactylus cryptus
Anoplodactylus cryptus är en havsspindelart som beskrevs av Stock, J.H. 1994. Anoplodactylus cryptus ingår i släktet Anoplodactylus och familjen Phoxichilidiidae. Inga underarter finns listade i Catalogue of Life.